# Urpi Barco
Urpi Barco (Bogotá, Colombia, 23 de febrero de 1985) Urpi es cantautora representante destacada del folclor y la Nueva Música Colombiana, una artista versátil y reconocida por mezclar la música de tradición del Pacífico y Caribe con elementos jazzísticos, el worldmusic y la exploración vocal scating.

## Trayectoria Artística
Urpi Barco es una cantante originaria de Bogotá, Colombia. Maestra en Artes Musicales de la Universidad Distrital Francisco José de Caldas con formación en músicas populares, música clásica y jazz, es una de las cantantes más versátiles y activas de la escena musical bogotana. En 2016 participó el festival Jazz al Parque, después de haber obtenido el primer puesto en la convocatoria distrital. Activa desde 2005, ha participado como cantante en diferentes agrupaciones musicales como 'Eyelé' y 'Comadre Araña'. En 2013, después de haber obtenido el premio Peña de Mujeres de la Fundación Gilberto Alzate Avendaño, lanza su primer álbum como solista titulado "Sueños" Sus dos sencillos “Sueños” y “Qué bonito tá mi niño” han ocupado el segundo puesto en el Top 20 de la Radio Nacional de Colombia. Urpi Barco compartió escenario con la cantante brasilera Rosa Passos en el festival “Medejazz” (Medellín) 2013. Participó como invitada nacional en el Circuito de jazz Colombia 2013 en Pastojazz (Pasto) Ajazzgo (Cali) y Medejazz (Medellín). En 2015 representó a Colombia en Bolivia Festijazz Internacional. En 2016 lanza su segundo disco solista "Retrato" con el cual estuvo en el top 20 de la Radio Nacional de Colombia en el puesto #1 con el sencillo "Candelario" durante 3 semanas. 

## Discografía
Como Solista: 
2016 “Retrato” Disco solista jazz (Independiente)
2013 “Sueños”  Disco solista de jazz  (Independiente) Premio Fundación Gilberto Alzate Avendaño
Como Artista Invitada
2014 Colaboración “Oí Na Má” Disco de Jazz Colombiano, Melissa Pinto (Independiente)
2014  “Cantos de agua” Disco infantil (Independiente) Premio Ministerio de Cultura de Colombia
2009 “Tamborecos”  Disco infantil (Independiente) Premio Ministerio de Cultura de Colombia
Con Agrupaciones
2011 “Eyelé”  Agrupación de Fusión (Independiente)
2007 “Comadre Araña” Agrupación de Fusión (Sello Millenium)

## Premios
Premios:2016 Primer lugar en la convocatoria “Jazz al parque” Idartes, Bogotá.
2015 Premio “Ciclo de conciertos” Música con Tempo Colombiano, Ministerio de Cultura de Colombia.
2015 Beca de circulación internacional, Secretaría de Cultura, Recreación y Deporte, Bogotá.
2013 Jóvenes Intérpretes (Categoría de jazz) Alianza Francesa, Bogotá.
2013 Beca para Giras Nacionales, Idartes, Bogotá.
2013 Premio Artista Local “Arteusaquillo” Bogotá.
2012 Premio “Peña de mujeres Vol 6” para grabar su disco solista “Sueños” Fundación Gilberto Alzate Avendaño, Bogotá.
2011 Primer Puesto Concurso “Ciclo de conciertos Músicas Regionales” Festival Colombia al parque, IDARTES, Bogotá.

## Conciertos Destacados
2016 Festival “Jazz al parque”, Bogotá, Colombia.
2015 “Bolivia Festijazz Internacional”, La Paz y Sucre, Bolivia.
2015 Festival Internacional de Jazz del Teatro Libre, Bogotá, Colombia.
2014 Festival Internacional de jazz “Villa Jazz”, Villa de Leyva-Boyacá, Colombia.
2014 Festival de Teatro y Títeres para adultos “Bacanal” La habana, Cuba.
2014 Festival de Blues y Jazz, Teatro la Libélula Dorada, Bogotá.
2013 Festival Internacional de Jazz y Músicas del mundo “Pastojazz”, Pasto , Colombia.
2013 Telonera de “Rosa Passos” Festival Internacional de Jazz “Medejazz”, Medellín, Colombia.
2013 Encuentro de Creadores de Jazz, Fusión y Experimental “Ajazzgo”, Cali, Colombia.
2013 Lanzamiento del disco “Sueños” participación especial de la cantante Sofia Ribeiro (Portugal)
2012 Festival Jazz Domingo y nuevas tendencias, Bogotá.
2011 Festival “Colombia al Parque”, Idartes, Bogotá.
2011 Presentaciones en las “Fiestas del Pilar,” Zaragoza, España
2011 Encuentro de Teatro Infantil, Villa Franca, Islas Baleares, España.
2010 Montaje de la obra “El fantoche” en el Topic, Tolosa, País Vasco, España.
2009 Gira Centroamérica con la Embajada de Colombia, Panamá, Nicaragua y Guatemala.
2009 Festival Internacional de las Culturas “Pirineos Sur” Colaboración Titiriteros de Binefar, Huesca, España.